# Arduin il rinnegato
Arduin il rinnegato è un romanzo fantasy scritto da Silvana De Mari e pubblicato da Edizioni Ares nel 2017. Fa parte della serie nota come Saga degli Ultimi.
Il libro funge da prequel per la saga e ripercorre la storia di sire Arduin, l'orco che trecento anni prima delle vicende narrate nell'Ultimo elfo e nell'Ultimo orco si era schierato dalla parte degli uomini per difenderne la terra dall'invasione degli orchi.

## Edizioni
- Silvana De Mari, Arduin il rinnegato, 1ª ed., Milano, Edizioni Ares, 2017, ISBN 978-88-8155-739-4.